# Eleutherodactylus weinlandi
Eleutherodactylus weinlandi es una especie de rana de la familia Eleutherodactylidae.

## Distribución geográfica
Es endémica de La Española (República Dominicana y Haití).

## Estado de conservación
Se encuentra amenazada por la pérdida de su hábitat natural. 